# Universität Ubon Ratchathani

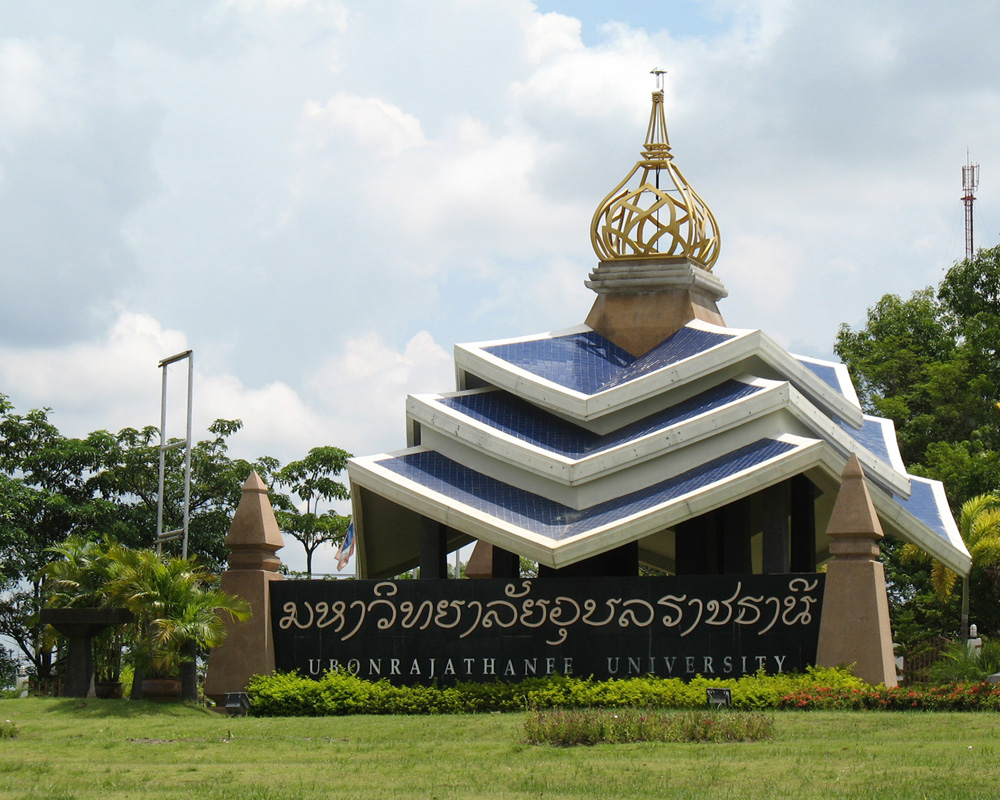
Eingang der UBU

Die Universität Ubon Ratchathani (Thai: มหาวิทยาลัยอุบลราชธานี, engl.: Ubon Ratchathani University, kurz: UBU) ist eine Universität in der Nordostregion von Thailand, dem so genannten Isan.
Die Universität Ubon Ratchathani wurde 1987 als Campus der Universität Khon Kaen ins Leben gerufen. 1990 erhielt sie den Status einer eigenständigen Universität.
Der Campus der Universität liegt etwa 15 Kilometer südlich der Stadt Ubon Ratchathani im Landkreis (Amphoe) Warin Chamrap der Provinz Ubon Ratchathani und erstreckt sich über etwa acht km². Im Jahr 2008 hatte die Universität 12.481 Studenten, von denen die meisten aus dem Isan stammen, insbesondere aus dem Süden und Osten der Region.
Die Universität ist in zehn Fakultäten gegliedert:
- Naturwissenschaften
- Geisteswissenschaften
- Landwirtschaft
- Ingenieurwissenschaften
- Management
- Pharmazie
- Rechtswissenschaft
- Management
- Kunstgewerbe
- Politikwissenschaft
- Medizin